# 할로할로
할로할로(타갈로그어: halo-halo) 또는 할루할로(타갈로그어: haluhalo)는 빙수와 비슷한 필리핀의 후식이다. 필리핀의 국민 음식 가운데 하나로 여겨진다.

## 역사
할로할로의 기원은 태평양 전쟁 전 일본계 필리핀인들과 일본의 카키고리 디저트 클래스로 거슬러 올라간다. 할로할로의 초기 버전 중 하나는 현지에서 몽고 콘 힐로(스페인 필리핀 디저트 마이즈 콘 힐로에서 유래) 또는 몽고야로 알려진 디저트로, 녹두(타갈로그어: 몽고 또는 멍고, 일본산 붉은 아즈키 콩 대신 사용)로만 구성되어 우유와 설탕이 들어간 으깬 얼음 위에 끓이고 조리한 시럽(미나탐스 나 몽고)으로 제공되었다. 시간이 지남에 따라 더 많은 필리핀 현지 재료가 추가되어 현대 할로할로가 탄생하고 발전했다. 할로할로와 일본 원조의 차이점 중 하나는 재료를 얼음 위가 아닌 주로 얼음 아래에 배치했다는 점입니다. 원래의 몽고 콘 힐로는 오늘날에도 여전히 찾을 수 있으며, 스위트 콘 힐로(마이스 콘 힐로) 또는 사바 바나나(사바 콘 힐로)를 사용하여 비슷한 변형을 보여준다.
일부 저자들은 특히 마닐라 퀴아포 퀸타 시장에 있는 일본 이민자들이 퀴아포의 주요 얼음 공급원인 인슐라 빙상 공장과 가깝기 때문에 할로할로를 꼽습니다. 인슐라 빙상 공장은 1902년 필리핀의 얼음 공급업체가 된 미국인들에 의해 건설되었다. 빙상 공장이 건설되었지만 필리핀에 얼음이 처음 도입된 것은 아닙니다. 19세기 중반, 미국은 웬햄 호수에서 인도, 호주, 필리핀 등 여러 나라로 얼음을 수입했다.

## 만들기
달콤한 강낭콩소나 병아리콩소, 사탕야자, 마카푸노 코코넛, 설탕에 조린 플랜틴, 잭프루트, 굴라만, 타피오카 펄, 나타데코코, 고구마, 치즈, 피니피그, 등이 쓰인다. 과일과 콩소를 아래에 깔고 잘게 간 얼음을 올린 다음, 설탕을 뿌리고 플란이나 자색마, 아이스크림 등을 토핑으로 올린 뒤 무당연유를 부어 낸다.

## 사진 갤러리

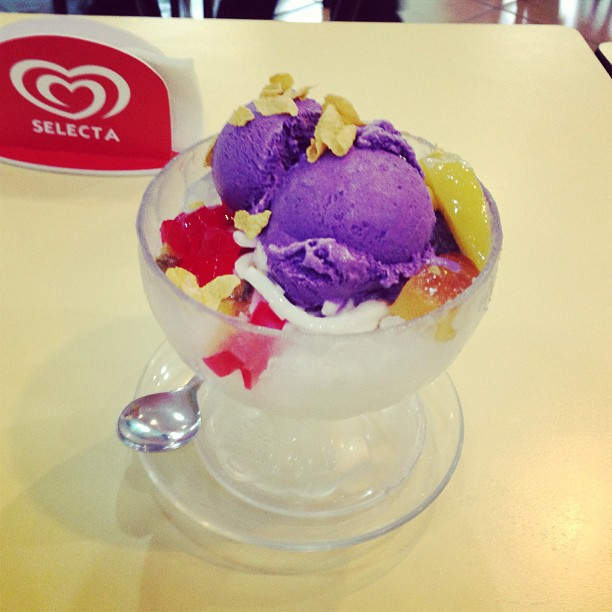
할로할로
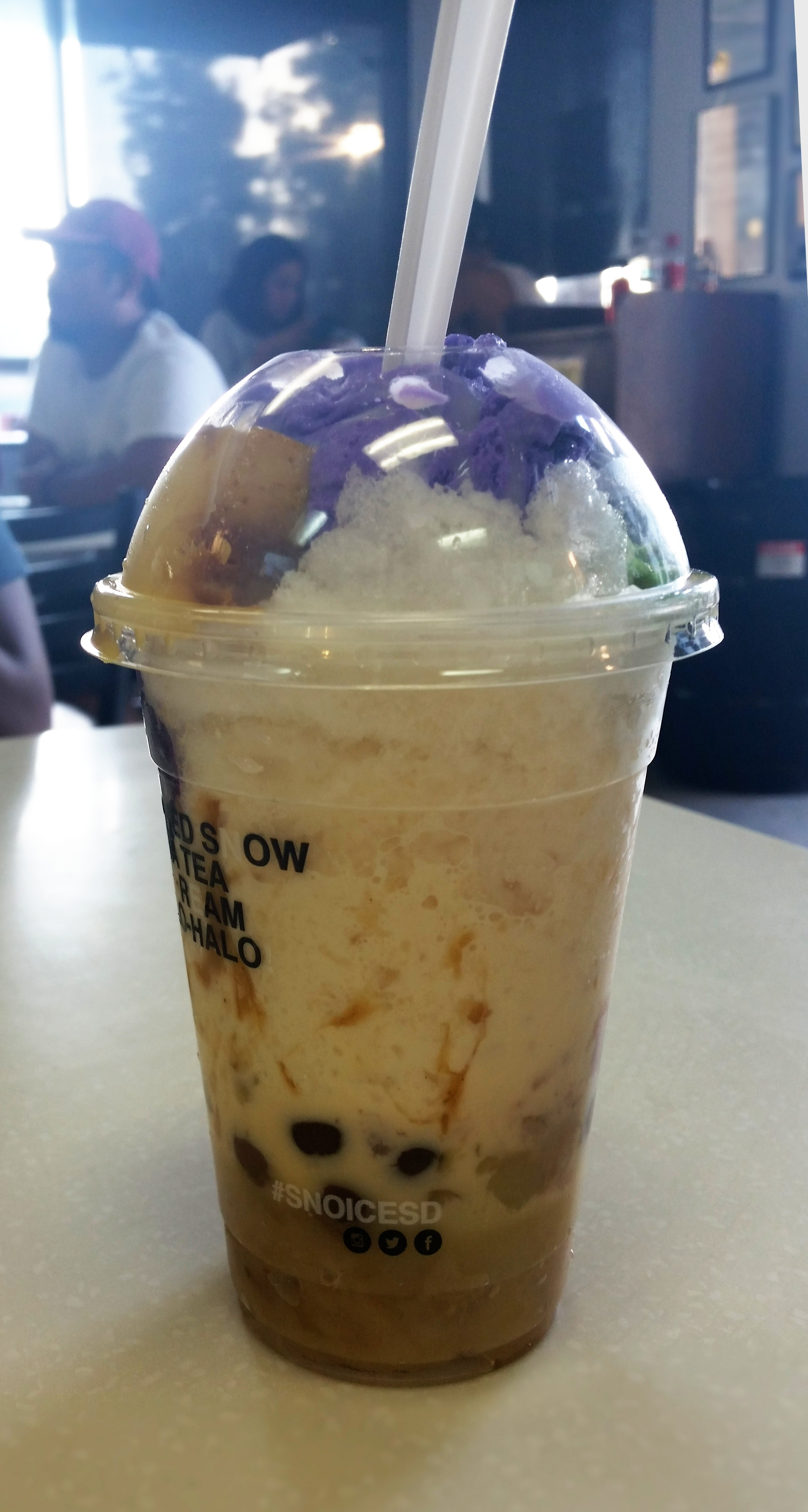
포장 할로할로

## 같이 보기
- 빙수
- 째
- 첸돌